# Justin Hawkins
Justin David Hawkins, född 17 mars 1975 i Chertsey i England, är en brittisk sångare, gitarrist och producent. Hawkins är mest känd som sångare och gitarrist i The Darkness, som han bildade med sin bror Dan Hawkins. Han har också givit ut musik under namnet British Whale och var även gitarrist och sångare i Hot Leg.
Hawkins har hämtat mycket av sin inspiration från 1970- och 1980-talets hårdrock med band såsom Van Halen, Queen, Aerosmith och AC/DC. Han är också känd för sitt användande av falsett och catsuits.

## Historia

### Tidiga år
Hawkins föddes 1975 i Chertsey i England. Han växte upp i Lowestoft och gick tillsammans med bland andra brodern Dan och Ed Graham på Kirkley High School. Han lämnade skolan halvvägs genom studierna och började istället studera musikteknologi på Huddersfield Technical College medan han bodde i Sowerby Bridge, nära Halifax. I tonåren började Justin spela gitarr och började ta gitarrlektioner. Efter ett års tid med gitarrlektioner var han så pass duktig att han fick lära sin lärare bland annat tapping på gitarren. Han spelade gitarr i heavymetalbandet The Commander, vilka också nämns i häftet på The Darkness debutalbum, Permission to Land.

### The Darkness och soloprojekt
Den 31 december 1999 var bröderna Hawkins på sin fasters pub för att fira det nya året. När "Bohemian Rhapsody" av Queen spelades började Justin dansa och mima till låten, då insåg Dan vilken potential Justin hade för att vara förgrundsfigur i ett band. Man bildade då The Darkness med trummisen Ed Graham och basisten Frankie Poullain. Hawkins började spela på pubar med The Darkness tills de skrev kontrakt med skivbolaget Atlantic Records. Den 7 juli 2003 gav gruppen ut debutalbumet Permission to Land. Albumet blev listetta på den brittiska albumlistan och har sålt platina fyra gånger i Storbritannien. The Darkness fick inspiration till vissa av sina låtar från platser i Suffolk, bland annat i låtarna "Stuck in a Rut" och "Black Shuck", där byn Blythburg nämns. Albumets framgång ledde till att bandet turnerade mycket och var huvudakt på flera festivaler. 2004 vann bandet tre Brit Awards för bästa album, bästa grupp och bästa rockgrupp. Tredje singeln från albumet, "I Believe in a Thing Called Love", blev en hit i Storbritannien, vilket även nästkommande singel, "Christmas Time (Don't Let the Bells End)", var. Den 27 maj fick The Darkness ta emot en Ivor Novello för "Songwriters of the Year".

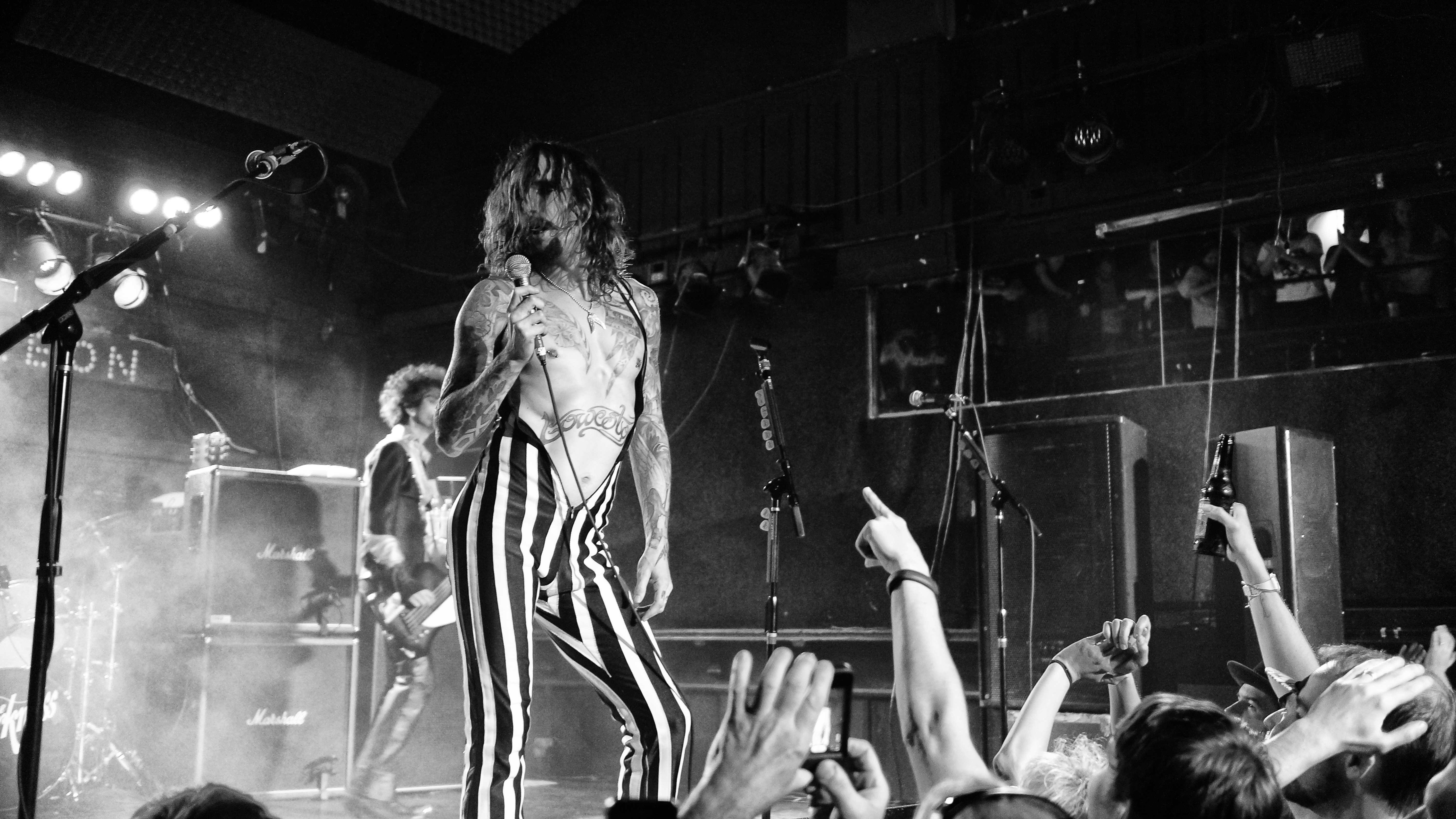
Hawkins med The Darkness 2013.

År 2005 startade Hawkins soloprojektet British Whale. Debutsingeln var en cover av Sparks låt "This Town Ain't Big Enough for Both of Us" från 1974 och gavs ut 15 augusti 2005. Singeln sålde relativt bra på den brittiska singellistan och nådde som bäst plats 6. Efterföljande singel, "England" gavs ut 30 april 2006, och var en hyllning till det engelska fotbollslandslaget, den var dock endast tillgänglig som digital nedladdning.
I oktober 2005 dök The Darkness då kommande album, One Way Ticket to Hell ...and Back, upp på auktions-siten Ebay. Hawkins köpte då albumet för 350 pund för att kunna spåra säljaren via en digitalkod på CDn. Första singeln från albumet, "One Way Ticket", gavs ut 14 november 2005 och nådde som bäst plats nummer 8 i Storbritannien. Albumet gavs ut två veckor senare, 28 november, och var producerat av Roy Thomas Baker, mest känd för att ha jobbat med Queen. Albumet nådde som bäst plats 11 på den brittiska albumlistan och sålde platina. Detta ansågs dock som ett misslyckade då The Darkness debutalbum nådde plats 1 och samtidigt sålt multiplatina. Bandet följde upp utgivningen av deras andra album med en turné i Europa, Australien och Japan. Endast vissa av konserterna var utsålda. I augusti 2006 skrev Justin in sig själv på rehabilitering för missbruk av alkohol och andra droger. I oktober avslöjade han att han spenderat drygt två miljoner kronor på kokain över en period på tre år. Vid denna tidpunkt lämnade han bandet.
Efter att ha lämnat The Darkness deltog Hawkins den 17 mars 2007 i Englands uttagning till Eurovision Song Contest 2007 i en duett med sångerskan Beverlei Brown med låten "They Don't Make 'Em Like They Used To". När han inte gick vidare från första omgången och blev utslagen av popgruppen och segrarna Scooch blev han vansinnig. Efter tävlingen gick Hawkins och en annan tävlande, Brian Harvey, ut i pressen och sa att Scooch hade fuskat genom att ha körsångare bakom scenen som sjöng istället för dem.

### Andra projekt, Hot Leg och The Darkness

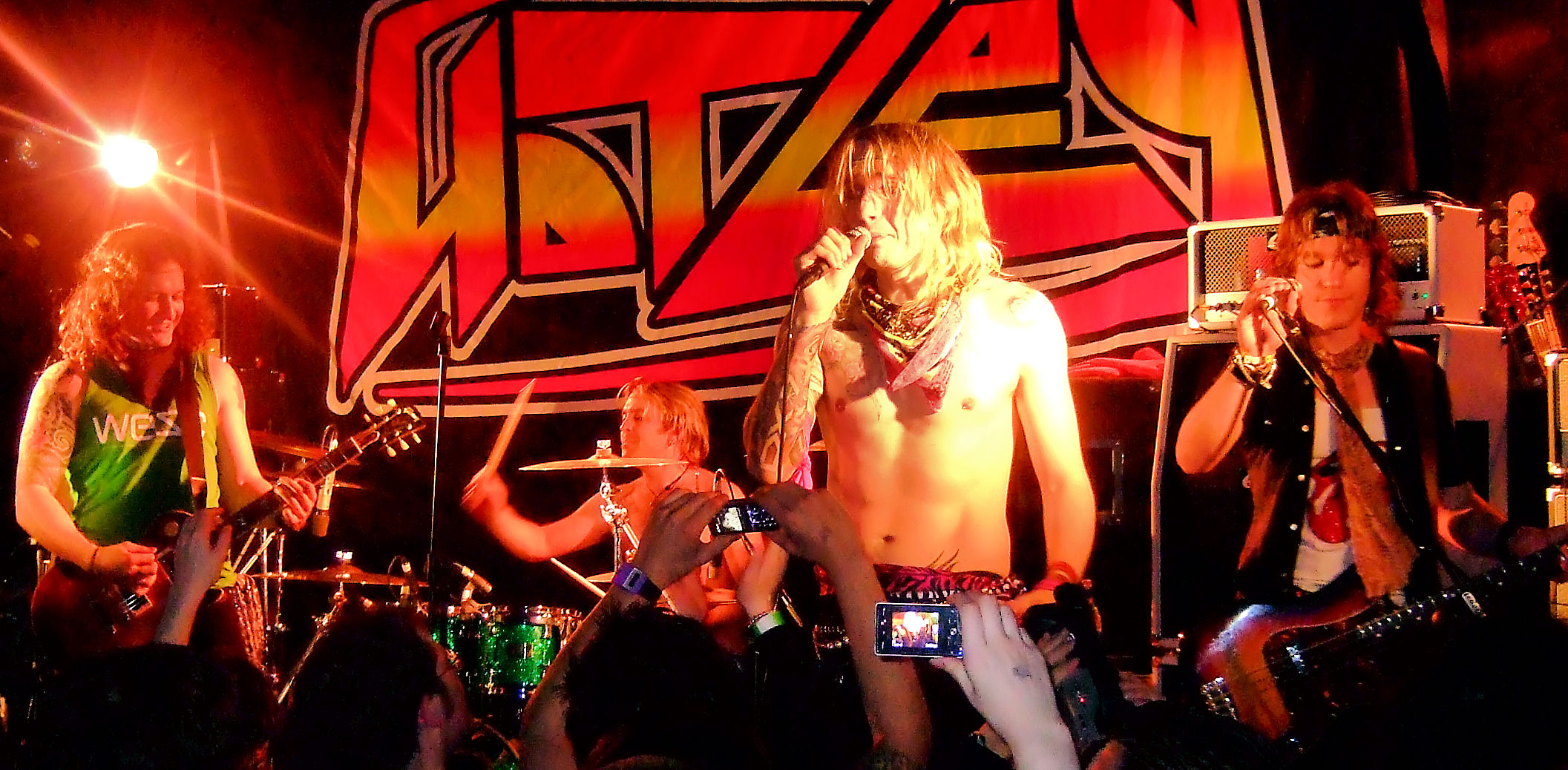
Hot Leg live i Dundee, 18 oktober 2008.

I slutet av mars 2007 skapade Hawkins en ny profil på Myspace där han lade ut nya låtar som var tänkta att ingå på ett kommande soloalbum, Panther. Låtarna hette "You Can't Hurt Me Anymore", "I've Met Jesus" och "Whichever". Den 12 maj lade Hawkins ut ytterligare en låt, "Gay in the 80's", som också den skulle återfinnas på albumet. Drygt två månader senare tog han bort samtliga låtar med kommentaren "You'll just have to wait." I början av 2008 meddelade dock Hawkins att han bildat ett nytt band, Hot Leg, tillsammans med Darby Todd, Samuel Stokes och Pete Rinaldi. Samtliga låtar återfanns senare Hot Legs debutalbum. I senare delen av 2008 agerade gruppen förband åt Extreme och Alter Bridge. 9 februari 2009 gavs gruppens debutalbum, Red Light Fever, ut och nådde som bäst plats 81 på den brittiska albumlistan. Under 2009 turnerade gruppen i Storbritannien och spelade på olika festivaler i Europa, bland andra på Sweden Rock Festival och Rockweekend.
Hawkins har gästat på flera studioalbum av andra band och artister. 2006 körade han på Def Leppards cover av Sweets låt "Hell Raiser". 2009 och 2010 gavs flera ut album på vilka Hawkins förekom. I juni 2009 gavs Steel Panthers album Feel the Steel ut där Hawkins medverkar på låten "Party All Day (F*ck All Night)", han gästade även gruppen live vid ett par tillfällen. Hawkins skrev låten "Music Again" som gavs ut i november samma år på Adam Lamberts debutalbum For Your Entertainment. Hawkins spelar även gitarr på albumet. I slutet av 2009 arbetade han med Meat Loafs elfte studioalbum, Hang Cool Teddy Bear. Albumet gavs ut den 19 april 2010 och två låtar skrivna av Hawkins förekommer; "Love is Not Real / Next Time You Stab Me in the Back" samt "California Isn't Big Enough (Hey There Girl)". Hawkins medverkar också genom gitarr och kör på albumet.
I slutet av 2010 meddelade Hawkins att Hot Leg gjort ett uppehåll på obestämd tid och att samtliga medlemmar i gruppen arbetade med andra projekt. Han sade också vid denna tidpunkt att han "arbetar med ny spännande musik", men att det inte var redo för ett "officiellt tillkännagivande" ännu. Rykten började ta vid att The Darkness återförenats och dessa rykten bekräftades den 15 mars 2011 på gruppens officiella webbplats. Gruppens tredje studioalbum Hot Cakes gavs ut den 20 augusti 2012.

## Diskografi

### The Darkness
- 2003 – Permission to Land
- 2005 – One Way Ticket to Hell ...and Back
- 2012 – Hot Cakes
- 2015 – Last of Our Kind
- 2017 – Pinewood Smile
- 2019 – Easter Is Cancelled

### Hot Leg
- 2009 – Red Light Fever